# Sick Boy (Lied)
Sick Boy (englisch für ‚Kranker Junge‘) ist ein Lied von Tony Ann, Shaun Frank, Chris Gehringer, Alex Pall, Andrew Taggart und Emily Warren, das durch das US-amerikanische DJ-Duo The Chainsmokers interpretiert wurde. Veröffentlicht wurde der Song am 17. Januar 2018 über Disruptor und Columbia Records. Zwar nicht an dem Pop-Track beteiligt, aber im offiziellen Musikvideo zu sehen, ist der Drummer Matt McGuire. Sick Boy ist auf dem gleichnamigen Studioalbum Sick Boy, sowie als B-Seite aller weiteren Auskopplungen des Albums, darunter You Owe Me und Everybody Hates Me enthalten.

## Hintergrund

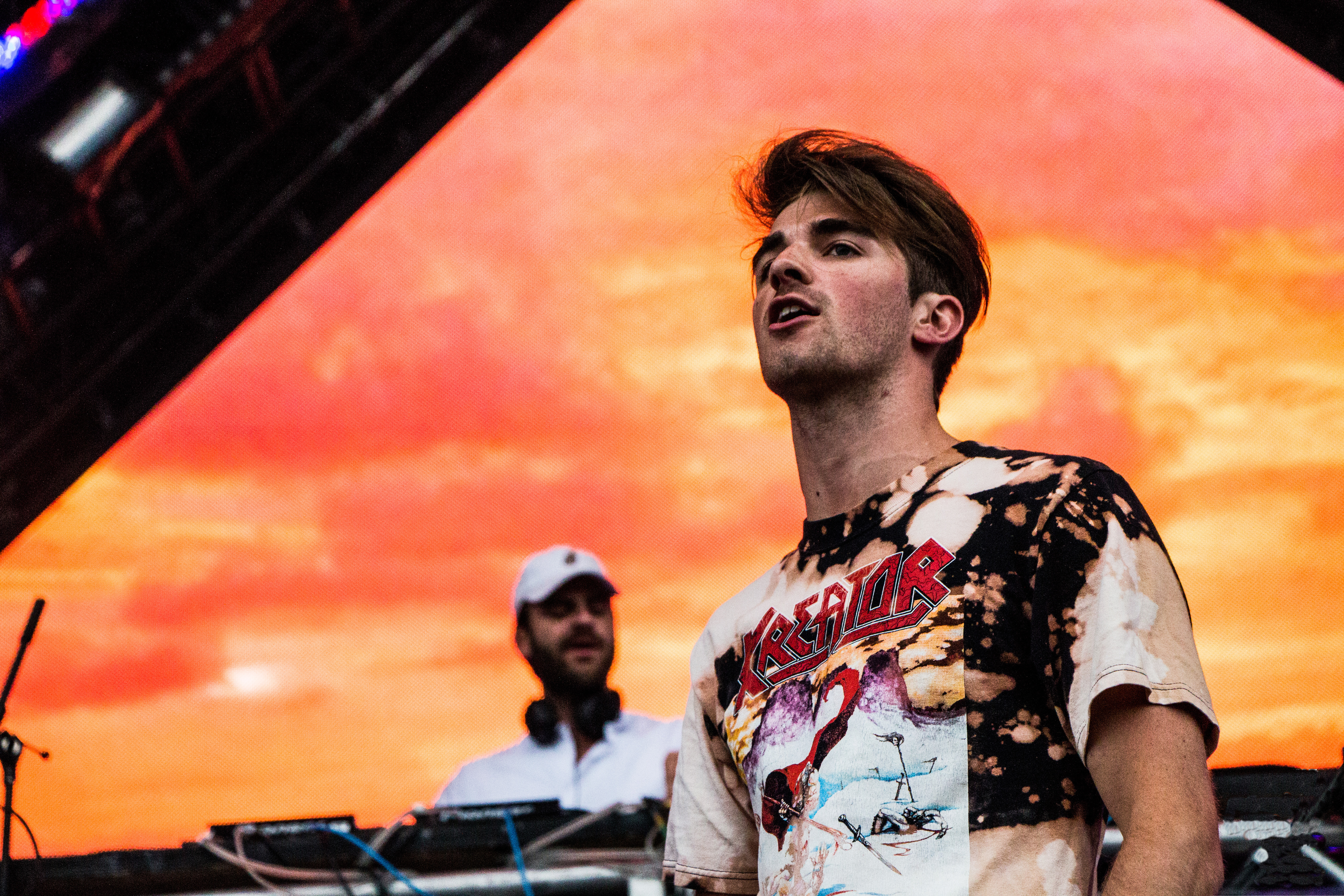
The Chainsmokers

An der Entstehung des Liedes waren neben Andrew Taggart und Alex Pall noch eine Reihe weiterer Musiker beteiligt. Der im Vorjahr durch ein Paris-Piano-Cover bekanntgewordene Tony Ann assistierte beim Songwriting und am Piano. Auch Emily Warren, die bereits mehrfach bei ihren Songs mitschrieb, agierte bei Sick Boy wieder als Songwriterin. Bei der Produktion, beim Mixing und beim Mastering waren Shaun Frank und Chris Gehringer aktiv.
Mit Beginn des neuen Jahres startete auch die Promo-Aktion der Single. Nachdem das Duo auf mehreren Social-Media-Plattformen ihr neues Logo präsentierten, posteten sie als Unterschrift „How many likes is my life worth?“, eine Textzeile aus dem Song. Von diesem Tag an waren sie bis zum Release am 17. Januar 2018 auf allen Plattformen komplett inaktiv. Bereits am Vortag wurde am Times Square auf einer Werbetafel derselbe Slogan geschaltet.

## Musikalisches und Inhalt
Das Lied basiert auf einem 4/4-Takt und das Tempo liegt bei 90 bpm. Eine klare Strukturierung gibt es in dem Track nicht. Sowohl Strophen und Bridge, als auch Pre-Chorus und Chorus werden von den Lyrics nicht klar voneinander abgegrenzt und sind in den verschiedenen Parts des Liedes nicht identisch. Eingeleitet wird der Song alleinig von Taggarts Stimme. Im Hintergrund wird eine Piano-Melodie immer deutlicher. Beim ersten Refrain wird erstmals das Schlagzeug eingesetzt. In einer Art Bridge im zweiten Durchlauf des Tracks wird der Sound noch einmal neu ausgerichtet und eine Art Finale eingeleitet.
Der von Andrew Taggart gesungene Text beschreibt das lyrische Ich, sich mit seiner Persönlichkeit zu identifizieren. Es spricht von alltäglichen Dingen, die einen beeinflussen und unbewussten Persönlichkeitsmerkmalen. Des Weiteren unterstreicht es mehrmals seine eigene Rolle in der Gesellschaft.
| “And don’t believe the narcissism When everyone projects And expects you to listen to ’em Make no mistake, I live in a prison That I build myself, it is my religion And they say that I am the sick boy Easy to say, when you don't take the risk, boy Welcome to the narcissism We're united under our indifference” – Refrain, Originalauszug | „Und glaube dem Narzissmus nicht Wenn jeder in den Vordergrund tritt Und von dir erwartet, dass du ihm zuhörst Mach keinen Fehler, ich lebe in einem Gefängnis Das ich mir selber gebaut habe, es ist meine Religion Und die sagen, ich wäre der kranke Junge Einfach zu sagen, wenn du das Risiko auch nicht auf dich nimmst, Junge Willkommen im Narzissmus Wir sind vereint unter unserer Gleichgültigkeit“ – Refrain, Übersetzung |

## Kritiken
Sick Boy erhielt überwiegend positive Kritiken. Zwar wurde wie auch bei den Vorgänger-Singles sowie beim Album ihr bis 2015 charakterisierender EDM-Stil vermisst, jedoch wurde die präzise und saubere Produktion des Tracks gelobt. Auch der Ohrwurmfaktor und der Liedtext wurde positiv betont.

„Sie sind nach wie vor nicht zum EDM zurückgekehrt, also wenn ihr auf einen Remix wie damals ausharrt, sorry, dass wir euch enttäuschen. Drew ist immer noch am Singen, also falls ihr auf ein Knaller-Instrumental gehofft habt, sorry, dass wir euch enttäuschen. Wie auch immer, ungeachtet ihrer Pop-Persistenz, fühlt sich ‚Sick Boy‘ irgendwie authentischer an, als das die meisten anderen Tracks von Memories…Do Not Open. Die Lyrics sind ein bisschen kitschig, ja. Aber die Produktion von ‚Sick Boy‘ ist viel, viel sauberer und von tiefsinnigerer Qualität als irgendetwas von Memories…Do Not Open. Das Piano ist netter, die Drums sind knackiger und die Richtung deutlicher.“

„‚The Chainsmokers - Sick Boy‘ bewegt sich im Bereich EDM-Pop. Die Nummer ist gespickt mit modernen Einflüssen und geht bereits beim ersten Hören direkt in den Kopf. Auch Vocaltechnisch ist der Track auf einem sehr hohen Niveau produziert worden. Ein Thema für die deutschen Radiosender dürfte der Titel definitiv werden.“

## Kommerzieller Erfolg

### Chartplatzierungen
In Deutschland erreichte Sick Boy Position fünf der Singlecharts und konnte sich acht Wochen in den Top 10 sowie 20 Wochen in den Charts halten. Es wurde zum fünften Top-10-Erfolg der Band in Deutschland sowie zum neunten Charthit. In den deutschen Dancecharts erreichte Sick Boy für zwei Wochen die Chartspitze.
| ChartsChartplatzierungen       | Höchstplatzierung | Wochen |
| ------------------------------ | ----------------- | ------ |
| Deutschland (GfK)              | 5 (20 Wo.)        | 20     |
| Österreich (Ö3)                | 4 (18 Wo.)        | 18     |
| Schweiz (IFPI)                 | 32 (15 Wo.)       | 15     |
| Vereinigte Staaten (Billboard) | 65 (3 Wo.)        | 3      |
| Vereinigtes Königreich (OCC)   | 35 (9 Wo.)        | 9      |

| ChartsJahrescharts (2018) | Platzierung |
| ------------------------- | ----------- |
| Deutschland (GfK)         | 31          |
| Österreich (Ö3)           | 39          |

### Auszeichnungen für Musikverkäufe
| Land/Region                  | Auszeichnungen für Musikverkäufe (Land/Region, Auszeichnung, Verkäufe) | Verkäufe  |
| ---------------------------- | ---------------------------------------------------------------------- | --------- |
| Australien (ARIA)            | Platin                                                                 | 70.000    |
| Belgien (BRMA)               | Gold                                                                   | 15.000    |
| Dänemark (IFPI)              | Platin                                                                 | 90.000    |
| Deutschland (BVMI)           | Platin                                                                 | 400.000   |
| Italien (FIMI)               | Gold                                                                   | 25.000    |
| Kanada (MC)                  | Platin                                                                 | 80.000    |
| Mexiko (AMPROFON)            | Gold                                                                   | 30.000    |
| Neuseeland (RMNZ)            | Platin                                                                 | 30.000    |
| Österreich (IFPI)            | Gold                                                                   | 15.000    |
| Polen (ZPAV)                 | Platin                                                                 | 20.000    |
| Schweiz (IFPI)               | Gold                                                                   | 10.000    |
| Vereinigte Staaten (RIAA)    | Platin                                                                 | 1.000.000 |
| Vereinigtes Königreich (BPI) | Silber                                                                 | 200.000   |
| Insgesamt                    | 1× Silber · 5× Gold · 9× Platin ·                                      | 2.065.000 |

Hauptartikel: The Chainsmokers/Auszeichnungen für Musikverkäufe

## Musikvideo
Parallel zum Release der Single veröffentlichte das Duo auf ihrem offiziellen YouTube-VEVO-Kanal auch das offizielle Musikvideo des Liedes. Es hat eine Länge von 3 Minuten und 38 Sekunden und zeigt das Duo in einem dunklen Raum. Taggart singt den Songtext, während Pall an einem Piano sitzt. Ebenfalls zu sehen ist Drummer Matt McGuire. Mit visuellen Effekten wird auf eine Art Kampf mit einer dunklen Seite hingewiesen. Nach einem Tag knackte das Video die eine-Million-Klicks-Grenze.

## Veröffentlichung

### Single
Die offizielle Single-Veröffentlichung fand am 17. Januar 2018 statt. Auf dieser ist lediglich der Radio Edit zu finden. Am 9. Februar 2018 erschien die offizielle Remix-EP, auf der Interpretationen von unter anderem Zaxx, Prismo und Trobi enthalten waren.
- digitale Single

1. Sick Boy – 3:13

### Remix-EP
Am 9. Februar 2018 erschien eine offizielle Remix-EP, die Future-Bass-Remixe von Zaxx, Owen Norton und Kuur, eine Glitch-Hop-Interpretation von Prismo sowie einen Remix von Trobi im House-Stil und eine Lovetrap-Version von neutral..
- Remixes

1. Sick Boy (Zaxx Remix) – 3:39
2. Sick Boy (Prismo Remix) – 3:44
3. Sick Boy (Owen Norton Remix) – 3:14
4. Sick Boy (Kuur Remix) – 3:27
5. Sick Boy (Trobi Remix) – 2:49
6. Sick Boy (neutral. Remix) – 2:55